# Chelonarium atrum
Chelonarium atrum is een keversoort uit de familie Chelonariidae. De wetenschappelijke naam van de soort is voor het eerst geldig gepubliceerd in 1801 door Fabricius.